# Казки (альбом)
«Казки» — третій офіційний студійний альбом гурту «Скрябін». Виданий у 1997 році компанією «NAC» в Україні. До платівки ввійшли як нові пісні, так і старі: «Чуєш біль», «Education», «Нікому то не треба», «Train».

## Про альбом
Серйозним наслідком успіху «Птахів» був контракт на запис нового альбому, підписаний 1 січня 1996 року з Юрієм Нікітіним та студією «НОВА» на один рік. Власне, «НОВА» весь 1995 рік невідривно стежила за хлопцями. Підтримка найвпливовішої студії, що «зробила» в Україні Ірину Білик, була дуже потрібна «Скрябінам». Відтепер вони мусили надовго залишитися у найнятих у Києві квартирах і думати менше про Новояворівськ (а Шура — про Львів, де його чекав захист диплому), а більше — про славу.
1996 рік — пора великих сподівань. У перші місяці року Кузьма розповідав усім, що невдовзі обов'язково вийдуть три альбоми, а також організовані концерти із живим виконанням за участі «Плачу Єремії» та «Мертвого Півня» — їхніх старих львівських друзів. Поза тим, Ростик все ще залишався у Москві, зрідка навідуючись до Києва, а «НОВА» хотіла не експериментів, а популярного, оригінального, нового альбому, який приніс би їй гроші. Кузьма мріяв хоча б про домашню студію, але, як свідчить Ростик, «В Кузьми, так само як і в нас з Шурою, не було часом бабок, щоб поїсти, яка тут студія. Ми знімали з Шурою одну на двох однокімнатну, але, правда, велику „сталінську“ квартиру. Була зима, і я приїхав в Київ записувати альбом. Дуже часто, повертаючись зі студії до дому, ми з Шурою „підвозили“ людей (я ж був з машиною), і тут же на виручені гроші купували в нічному магазині пельмені і шпроти. Нічого дивного, що я не дочекався зведення набраних пісень, а тепер трохи шкодую, бо багато чого я собі уявляв інакше. Хоча „Казки“ мені подобаються дуже.»
Планований альбом мав робочу назву «Сумні історії для маленького міста» (або щось на кшталт того), але, звичайно, нікого така назва не влаштовувала — в першу чергу Нікітіна. Але, як пише Ростик: «Ми самі розуміли і розуміємо, що назва має бути дзвінка і влучна — як би ти геніально не придумав і написав, завжди треба вміти подати. Моя бабця говорила: „Мало вміти приготувати — треба вміти подати“.»
Звісно, довелося відмовитися від звукорежисерської участі Скряби: Нікітін все брав на себе та своїх підлеглих. Протягом усього року потроху писалися пісні. «До смерті і довше» була представлена 6 квітня в «Голлівуді» на святкуванні 26-річчя Ірини Білик, «Коралі» — 30 травня на дні народження гурту «Грін Грей».
Планувалося дещо нечуване — подвійний альбом. Перший в історії української музики. Для цього потрібно було зібрати необхідну кількість матеріалу. Дуже допомагав Ростик: своєю присутністю — з-під його рук вийшла «Казка» та інші пісні, та від'їздом до Москви з обіцянням ніколи не повертатися — це штовхнуло Кузьму на створення мегахіта «Втікай, бо на днях буде війна», який потім за асоціацією з картиною Сальвадора Далі «Війна», на якій зображений годинник, був названий «Годинником». Але однаково нових пісень не вистачало.
За ініціативою «Скрябінів» до запису альбому допускалися абсолютно всі охочі. Це було втіленням проекту «альбом із друзями». Звукорежисурою, окрім Нікітіна, займалися співробітники «Нови» Жан Болотов та Олег Барабаш (ця його робота була вдалішою, бо, за свідченнями Ростика, музика «Казок» була йому набагато ближча, та й досвіду стало більше), вони ж дописали свої інструменти — клавіші та гітари — до деяких пісень. Підспівали та підіграли Андрій Підлужний (Ангел/Нічлава) та Кость Тараненко з «Нічлава Блюз», Олег Лапоногов та Віталій Клімов з «Табула Раса» (який навіть знявся у кліпі «Прикрий Світ»), Олег Комлач, Лесик Турко та навіть El Кравчук. Зі Львова приїхала солістка «Мертвого півня» Ярка Якуб'як — але записати її не встигли. Завдяки участі цих людей альбом вийшов поліфонічний і зовсім не подібний до старих робіт «Скрябіна». Насправді «Скрябіни» зробили набагато більший внесок у творчість своїх колег, аніж ті — в альбом «Казки». Ціла осінь була витрачена на записування, зведення, компіляцію нового альбому.
Наприкінці 1996 року Нікітін побачив реальний матеріал. Це було дещо справді несподіване: хоч як Нікітін впливав на звук та ідеї «Скрябінів», загалом усе вийшло по-їхньому. Тут були нові пісні: «До смерті і довше», «Казка», написана за ідеєю К'юра «Руки Медузи», «Загублений Рай», «Прикрий Світ», «Коралі», «Годинник», «І буде так», «Там, де мене лишили». Велику частку становили переробки старих пісень: «Татко Хорий» Ростика (заснована на реальних подіях, що призвели до смерті Ростикового батька), «Разом Ми» К'юра (дуже сильно змінена в порівнянні з версією 1990 року), несподівана гітарна версія старезної «L. V.», написаної ще в часи «Чуєш Біль», Ростикова «Я Живу», принципово новий ремікс «Чуєш Біль», слабкувата, в порівнянні з «Технофайтовою», обробка «Train», і, нарешті, висококласні версії «Нікому то не треба» та «Education». Налаштовані на пошук хітів очі Нікітіна розбігалися. Для довершення компіляції довелося вставити на кожну з двох касет «Казок» «ремікси» — трошки відмінні варіанти «Коралів», «L. V.», «Чуєш Біль» та «Нікому то не треба». З цих треків тільки останній дещо подібний до ремікса, і згодом, коли вийшов компакт «Казки», вони не були включені на нього.
«Казки» вважаються есенцією «Скрябінського» світобачення, альбомом «від серця». Насправді ж, сполучаючи в собі пісні різних періодів, об'єднуючи абсолютно різні настрої приблизно однаковим звучанням, «Казки» створили химерну модель «Скрябінської філософії». Їх одностайно визнали «альбомом для думання», а пісні з них, за аналогією зі старим радянським штампом, що застосовувався щодо рок-музики — «піснями зі смислом». Таким чином, знову створювався певний фантом «Скрябіна», що, хоч і мав спільні риси зі справжньою суттю явища, не давав про нього реального уявлення. Музикантам нічого не залишалося, окрім як погодитися: так, у нас є своя філософія, в наших піснях — думки, ми любимо, коли над ними думають.

## Список композицій

### Касетне видання

#### ТОМ 1
- До Смерті І Довше  5:33
- Татко Хворий  3:35
- Разом Ми  3:15
- Коралі  2:25
- Казка  3:32
- L.V.  3:44
- Руки Медузи  4:35
- Загублений Рай  3:26
- Той Прикрий Світ  4:27
- Коралі (Мікс)  2:21
- L.V. (Мікс)  3:40

#### ТОМ 2
- Годинник  4:02
- Я Живу  3:00
- Чуєш Біль  5:32
- Education  3:17
- Нікому То Не Треба  3:58
- Train  4:15
- І Буде Так  3:44
- Там, Де Мене Лишили  3:53
- Нікому То Не Треба (Мікс)  3:49
- Чуєш Біль (Мікс)  5:09

Виділені пісні, які не увійшли в CD-видання

### CD-видання
1. «До смерті і довше» — 5:33 (муз. А. Кузьменко, С. Гера — сл. А. Кузьменко)
2. «Татко хворий» — 3:35 (муз. А. Кузьменко — сл. Р. Домішевський)
3. «Разом ми» — 3:15 (муз. А. Кузьменко — сл. А. Штурма)
4. «Коралі» — 2:25 (А. Кузьменко)
5. «Казка» — 3:32 (муз. А. Кузьменко, Р. Домішевський — сл. Р. Домішевський)
6. «L.V.» — 3:44 (А. Кузьменко)
7. «Руки медузи» — 4:35 (А. Кузьменко)
8. «Загублений рай» — 3:26 (муз. А. Кузьменко, С. Гера — сл. А. Кузьменко)
9. «Той прикрий світ» — 4:27 (муз. А. Кузьменко, С. Гера — сл. А. Кузьменко)
10. «Годинник» — 4:02 (А. Кузьменко)
11. «Я живу» — 3:00 (муз. А. Кузьменко, Р. Домішевський — сл. А. Кузьменко)
12. «Чуєш біль» — 5:32 (муз. А. Кузьменко, Р. Домішевський — сл. А. Кузьменко, Р. Домішевський)
13. «Education» — 3:17 (муз. А. Кузьменко, Р. Домішевський, С. Гера — сл. А. Кузьменко)
14. «Нікому то не треба» — 3:58 (муз. А. Кузьменко, Р. Домішевський, С. Гера — сл. А. Кузьменко)
15. «Train» — 4:15 (муз. А. Кузьменко, Р. Домішевський, С. Гера — сл. Р. Домішевський)
16. «І буде так» — 3:44 (А. Кузьменко)
17. «Там, де мене лишили» — 3:53 (муз. Р. Домішевський, С. Гера — сл. А. Кузьменко, Р. Домішевський)

## Склад гурту
- Андрій «Кузьма» Кузьменко — клавішні, вокал, тексти, музика
- Сергій «Шура» Гера — клавішні, аранжування, музика
- Ростислав «Рой» Домішевський — бас-гітара, аранжування, тексти, музика

## Спеціально запрошені гості
- Віталій Климов: гітара (11)
- Жан Болотов: клавішні (6)
- Андрій Підлужний: вокал (1)
- Костя Тараненко: гітара (2, 7, 10, 13)
- EL Кравчук: вокал (3)
- Гена Дьяконов: гітара (6)
- Олег Комлач: вокал (7, 10, 14)
- Олег Барабаш: бас-гітара (7)
- Олег Лапоногов: гітара (9, 17)
- Лесик Турко: гітара (16)